# Asahi (Jokohama)
Asahi (jap. 旭区 Asahi-ku) – jedna z 18 dzielnic Jokohamy, stolicy prefektury Kanagawa, w Japonii. Ma powierzchnię 32,73 km². W 2020 r. mieszkały w niej 245 272 osoby, w 107 125 gospodarstwach domowych  (w 2010 r. 251 155 osób, w 101 020 gospodarstwach domowych).
Dzielnica została założona 1 października 1969 roku. Położona jest w południowej części miasta. Graniczy z dzielnicami Seya, Totsuka, Midori, Izumi oraz Hodogaya.